# L'Aile du papillon
L'Aile du papillon est un roman de Pierre Schoendoerffer paru en 2003 aux éditions Grasset.

## Résumé
Dans un petit port breton battu par la tempête, le narrateur, entre ses escales Chez Jenny ou à La Misaine, commence un livre relatant l'histoire de son neveu Roscanvel. Celui-ci, ayant fait naufrage pendant une course en solitaire, est recueilli par un cargo à la dérive, en prend les commandes et se retrouve en « taule » pour mutinerie...

Comme l'aile d'un papillon peut déclencher une tornade à l'autre bout du monde, la rupture d'une « manille à cinquante balles »...

## Prix
- 2003 - prix littéraire de l'armée de terre - Erwan Bergot
- 2003 - prix Encre Marine  de la Marine nationale

## Éditions
- L'Aile du papillon, éditions Grasset, 2003.